# Sarota chrysus
Sarota chrysus is een vlindersoort uit de familie van de prachtvlinders (Riodinidae), onderfamilie Riodininae.
Sarota chrysus werd in 1782 beschreven door Stoll.